# Marder (sous-marin)
Le sous-marin de poche Marder (Martre des pins) est une arme de la marine allemande de la Seconde Guerre mondiale et un développement du Neger avec comme principales améliorations la possibilité de plonger et une meilleure visibilité depuis le dôme.  
Les premières unités ont été construites au printemps 1944 par l'Institut de recherche des torpilles d'Eckernförde. Au total environ 500 furent construites. 
Cependant, en raison de ses lourdes pertes, le Marder n'a été engagé que sporadiquement dans des missions en Méditerranée, Atlantique et Norvège, jusqu'à la fin de la guerre. 

## Description
L'engin était composée d'une torpille G7e modifiée avec remplacement de la charge explosive par un poste de pilotage plus long mais restant très exigu doté d'un dôme en plexiglas mais pas d'un périscope. Le gouvernail est également agrandi. 
L'armement est une torpille G7e suspendue sous le Marder. 
La visée était au départ une simple mire métallique, complété ensuite par un détecteur acoustique Hase. 
Si l'eau était suffisamment claire pour distinguer la cible, le pilote pouvait lancer la torpille en étant en immersion, ce qui offrait une relative sécurité.

## Engagements
Leur première mission, décevante, a lieu dans la nuit du 02 au 3 aout 1944 à Courseulles-sur-Mer dans le cadre du Débarquement de Normandie. Des 58 attaquants seuls 17 rentrent en ayant coulé un Liberty ship de 7 219 tonnes, un dragueur de mines et le destroyer d'escorte HMS Quorn de 907 tonnes et endommagé un croiseur destiné à être coulé sur le brise-lames Gooseberry et un transport de 7 000 tonnes. 
Dans la nuit du 16 au 17 aout 1944, 42 Marder attaquent dont seuls 15 rentrent (un est capturé son pilote ayant été tué). Deux s'en prennent au cuirassé Courbet, lui aussi un simple brise-lames, et d'autres coulent une embarcation participant au barrage de ballons le HMS Fratton de 757 tonnes et un Landing Craft de 415 tonnes. 
Début septembre 1944, 30 Marder attaquent en deux fois le Débarquement de Provence sans résultat avec seulement 16 rentrants à la base où ils seront détruits par bombardement.

## Aujourd'hui
Un Marder est visible au Marinemuseet à Horten (Norvège) et une maquette est exposée au musée d'histoire militaire de la Bundeswehr à Dresde. D'autres sont visibles au Danemark et aux États-Unis. 